# 小行星96192
小行星96192（96192 Calgary）是一颗绕太阳运转的小行星，为主小行星带小行星。该小行星于1991年10月6日发现。
該小行星以加拿大亞伯達省的城市卡加利命名。

## 轨道参数
小行星96192的轨道半长轴为2.3221072 UA，离心率为0.144。